# Anaphes discolor
Anaphes discolor är en stekelart som först beskrevs av Soyka 1949.  Anaphes discolor ingår i släktet Anaphes och familjen dvärgsteklar. Inga underarter finns listade i Catalogue of Life.